# Direktörens "sned-språng"
Direktörens "sned-språng" (finska: Herra johtajan "harha-askel") är en finländsk komedifilm från 1940, regisserad av Eino Jurkka och producerad av Filmistudio Oy. Filmen är baserad på Tatu Pekkarinens pjäs Vihtorin harha-askel.
Direktör Aukusti Rantamo (Eino Jurkka) vill tillbringa sommarsemestern i sin villa, men hans hustru Amalia (Eine Laine) tycker att han ska städa rent huset först. Aukusti beslutar att anställa städerskan Alviina Neitiniemi (Emmi Jurkka) för att göra arbetet. Förutom att slutföra sitt jobb lyckas Alviina ställa till rejält med makarnas relation...

## Medverkande (urval)[2]
- Eino Jurkka - Aukusti Rantamo
- Eine Laine - Amalia Rantamo
- Emmi Jurkka - Alviina Neitiniemi
- Ossi Korhonen - Robert Hokkanen
- Sointu Kouvo - Elviira Hokkanen
- Uuno Montonen - Niemi
- Matti Jurva - Haitari-Jallu
- Kyllikki Lepistö - Tipuli Niemi